# Ferrovia Miramas-L'Estaque
La ferrovia Miramas–L'Estaque (Ligne de Miramas à l'Estaque in francese) è una linea ferroviaria francese a scartamento ordinario lunga 61 km che unisce la cittadina di Miramas con il sobborgo marsigliese di L'Estaque. La ferrovia, che corre interamente all'interno del dipartimento delle Bocche del Rodano, costituisce una variante del tratto finale della Parigi-Marsiglia.